# Hypamblys albicruris
Hypamblys albicruris là một loài tò vò trong họ Ichneumonidae.